# Spaanse omwalling
De Spaanse omwalling van de Belgische stad Antwerpen was een vestingwerk in 1542 gebouwd in opdracht van Keizer Karel V ter vervanging van een laat-middeleeuwse stadsomwalling die niet meer voldeed. De Spaanse omwalling gold als een van de modernste verdedigingswerken van zijn tijd en gaf de stad internationale allure. Het bleef functioneel en werd gemoderniseerd tot in de 19e eeuw, toen het op zijn beurt vervangen werd door de Brialmontomwalling. De Spaanse omwalling werd gesloopt en ervoor in plaats zijn de Leien aangelegd.

## Beschrijving

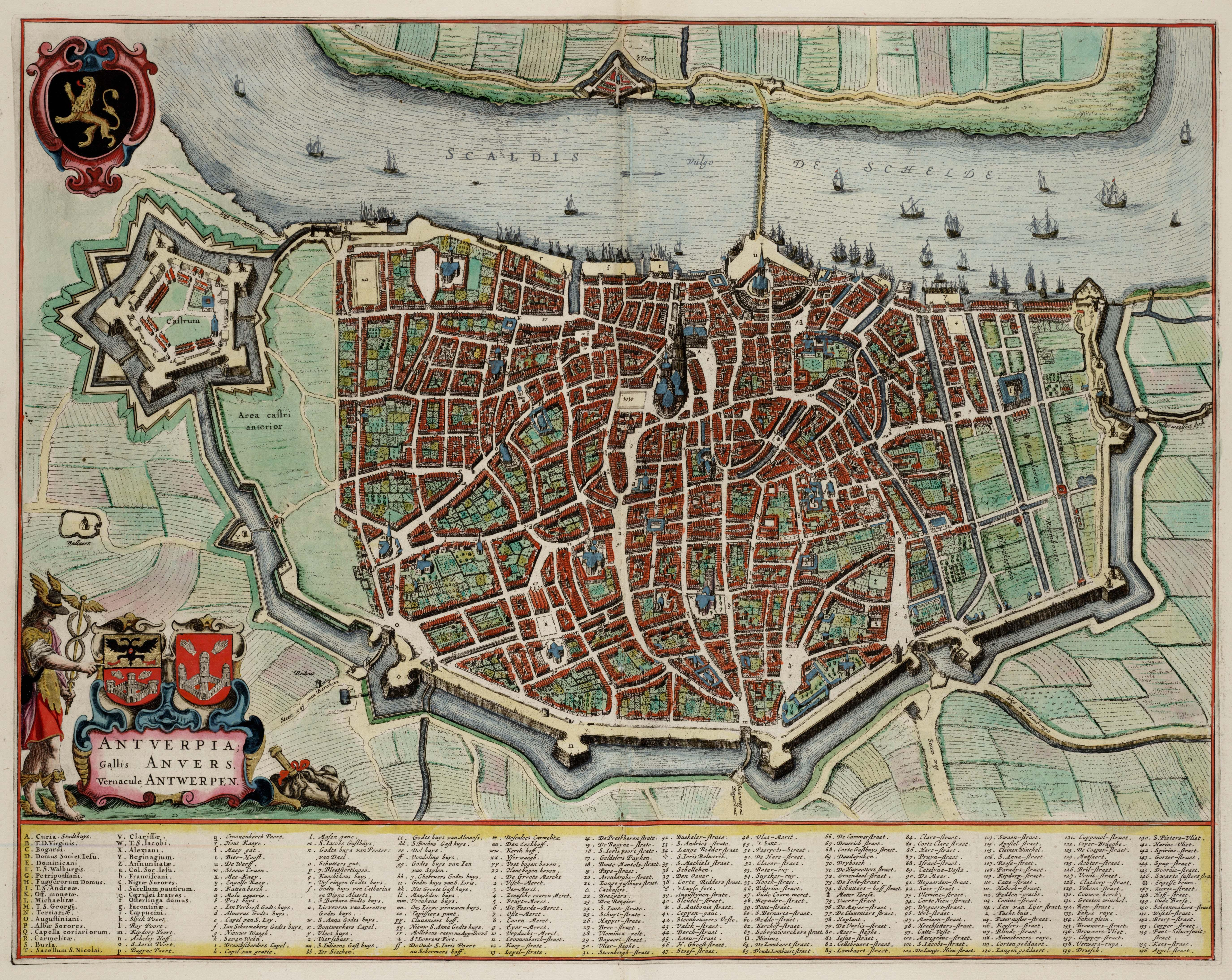
Spaanse omwalling en citadel, 1649

De Spaanse omwalling had dikke, gemetselde muren van tien meter hoog met daarbovenop een borstwering van nog eens twee meter. De omwalling was versterkt met negen bastions, waaronder van noord naar zuid de Kattenberg, Schijn, Huidevetterstoren, en Blauwe Toren. Het had voorts vijf stadspoorten in renaissancestijl. Van noord naar zuid waren dat de Slijkpoort (aan de huidige Londenbrug), de Rode Poort (tussen de huidige Paardenmarkt en de Tunnelplaats), de Kipdorppoort (Operaplein) met Kipdorpbrug, de Keizerspoort (aan de voormalige Nationale Bank) en de Oude Begijnenpoort, later vervangen door de Nieuwe Begijnenpoort. Laatstgenoemde was rond 1570 aan de omwalling toegevoegd.
De omwalling was vijf kilometer lang, had voorts acht fronten (deel van de muur tussen de bastions),  en andere poorten, te weten de Kronenburg Poort, Koningspoort, en Sint-Janspoort (niet te verwarren met de Sint-Janspoort dat deel uitmaakte van een oude stadsomwalling); een stadsgracht en een buitengrachtmuur. 

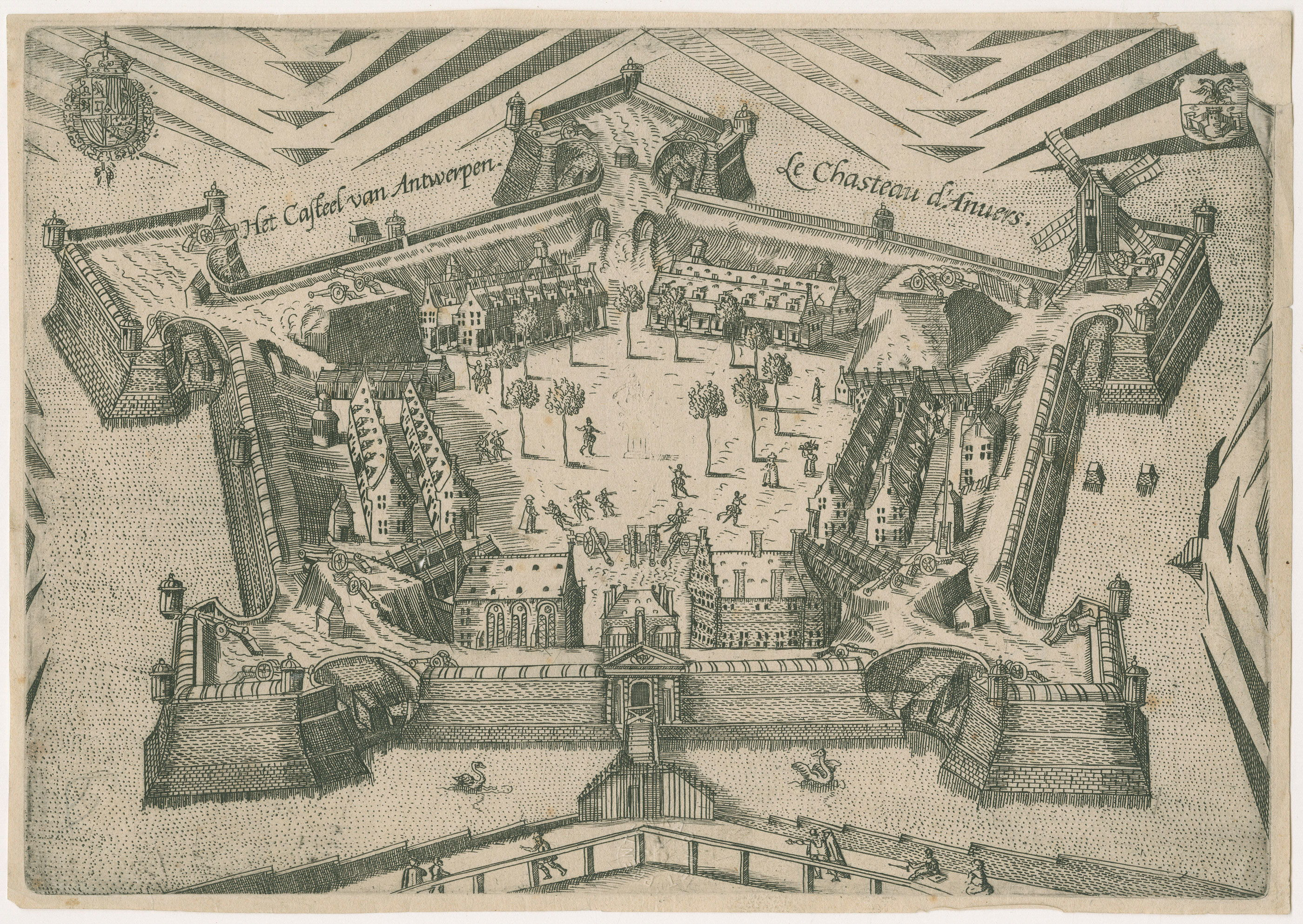
De citadel van Alva met de hoofdtoegang gericht op de stad

De vesting was aan de zuidkant begrensd door de Citadel van Antwerpen (het Zuidkasteel), die via een verbindingswal aangesloten was op de Spaanse omwalling. Het ontwerp was van de Italiaanse ingenieur Paciotto, die zich had laten inspireren door de citadel van Turijn. Het bouwwerk had de vorm van een perfecte vijfhoek met op elke hoek een bastion en werd omgeven door een gracht.
Aan de noordkant werd de Spaanse omwalling begrensd door het Fort Ferdinand, het latere Noordkasteel, op het grondgebied van Oosterweel.

## Geschiedenis

### Aanleiding

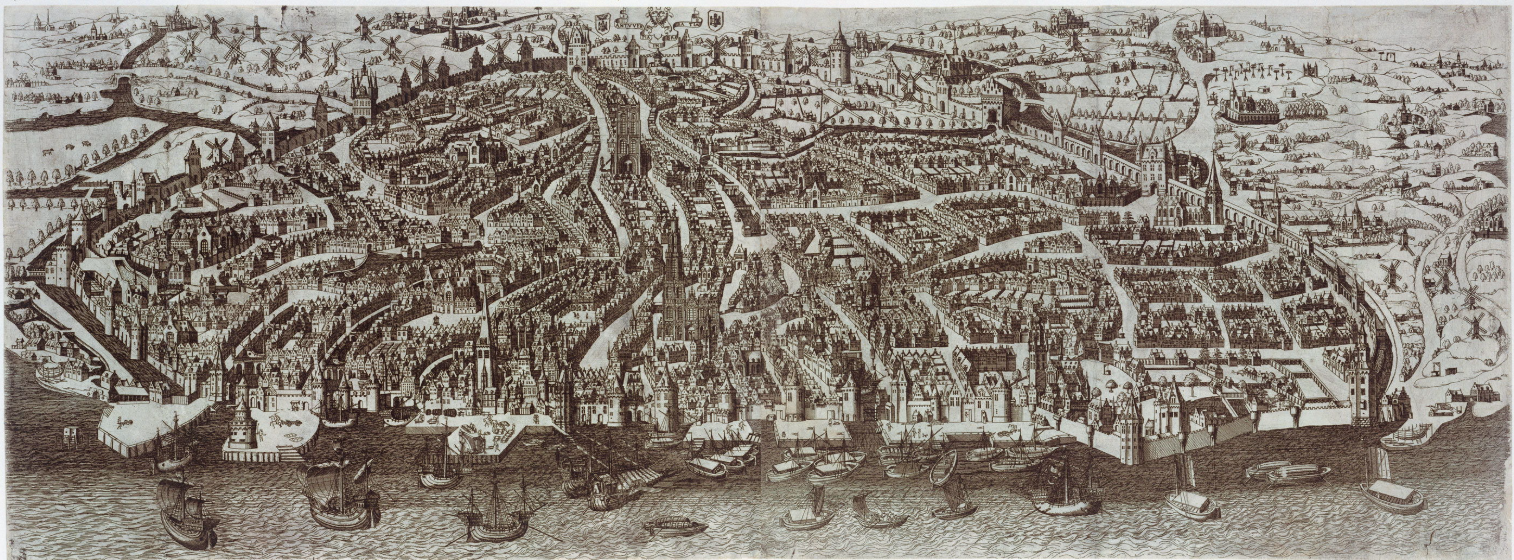
De laatmiddeleeuwse omwalling met 50 torens en poorten was halverwege de 16e eeuw verouderd

In de jaren 1540 kwam krijgsheer Maarten van Rossum in opstand tegen keizer Karel V. Op 27 juli 1542 verscheen hij met zijn troepen voor de poorten van Antwerpen. De toenmalige laatmiddeleeuwse stadsomwalling was verouderd en bleek onvoldoende bestand tegen zijn geschut. Hoewel de aanval werd afgeslagen, groeide het besef dat de vestingwerken dringend moesten worden vernieuwd. Onder druk van buitenlandse kooplieden en investeerders, die met vertrek dreigden, werd een bestaand plan van de Italiaanse vestingbouwkundige Donato de Boni, hoofdingenieur van Keizer Karel V, uit de kast gehaald en herzien.

### Bouw
De voorgaande stadsmuren werden tussen 1542 en 1553 gesloopt. Keizer Karel V vaardigde een bevel uit waarin stond dat alle huizen, gebouwen en bomen binnen 500 passen van de nieuwe vesten moesten worden gesloopt. Binnen 100 voeten mocht geen enkel nieuw gebouw worden opgetrokken. Metselaars en timmerlieden werden verplicht aan de omwalling te werken tegen een redelijk loon en mochten geen andere opdrachten aannemen zonder toestemming.
Om de bouw te financieren, verhoogde de stad accijnzen op consumptiegoederen, hief extra belastingen op vastgoed en sloot leningen af. Ook werd een Fortificatiekas opgericht om de financiën te beheren. Dit bleek onvoldoende, want in 1548 was de kas leeg en verkeerde de stad in zware schulden. Redding kwam van de rijke ondernemer Gilbert Van Schoonbeke, die de bouwwerkzaamheden van de stad overnam in ruil voor een vaste, aantrekkelijke prijs.

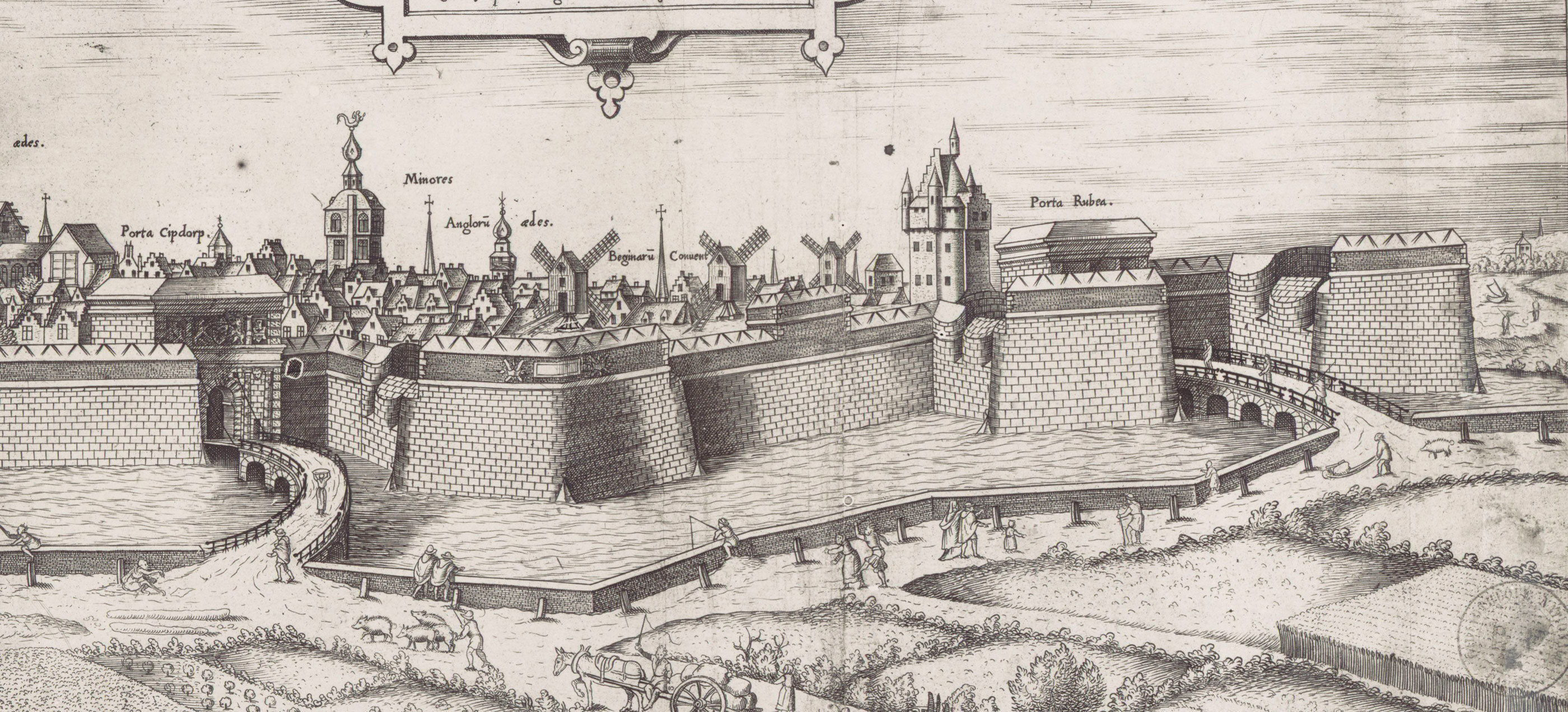
Een blik op de nieuwe omwalling

De nieuwe omwalling omvatte een groter gebied dan de oude. Vanaf de Rode Poort werd de omwalling naar het noorden doorgetrokken tot aan de Schelde, waardoor een gebied van 25 hectare binnen de wallen kwam te liggen. In 1549 begon Van Schoonbeke in dit gebied met de aanleg van de Nieuwstad, een nieuwe havenwijk met drie brede, bevaarbare vlieten voor grote schepen, wat het aantal aanlegplaatsen aanzienlijk vergrootte.
De bouw nam 14 jaar in beslag en vereiste de inzet van duizenden werklieden. Boeren, vrouwen en bedelaars werden ingezet, en arbeidskrachten en bouwmaterialen werden van ver buiten Antwerpen aangetrokken. De muren werden opgetrokken uit baksteen en bekleed met witte hardsteen uit Glabbeek, die werd getest door er kanonskogels op af te schieten.
De nieuwe omwalling maakte van Antwerpen een van de best verdedigde steden van Europa. De Italiaanse koopman Lodovico Guicciardini schreef dat Antwerpen zonder twijfel een van de allersterkste steden in heel Europa was.
In 1567 werd aan de zuidkant van Antwerpen een citadel gebouwd. Het initiatief voor de bouw kwam van koning Filips II en zijn landvoogd, de hertog van Alva. De citadel had een strategisch doel: het huisvesten van een garnizoen dat de opstandige Antwerpenaren onder controle moest houden. Door dit repressieve karakter werd de citadel door de inwoners al snel de ‘dwangburcht’ genoemd. 

### 16e-18e eeuw: de omwalling in werking

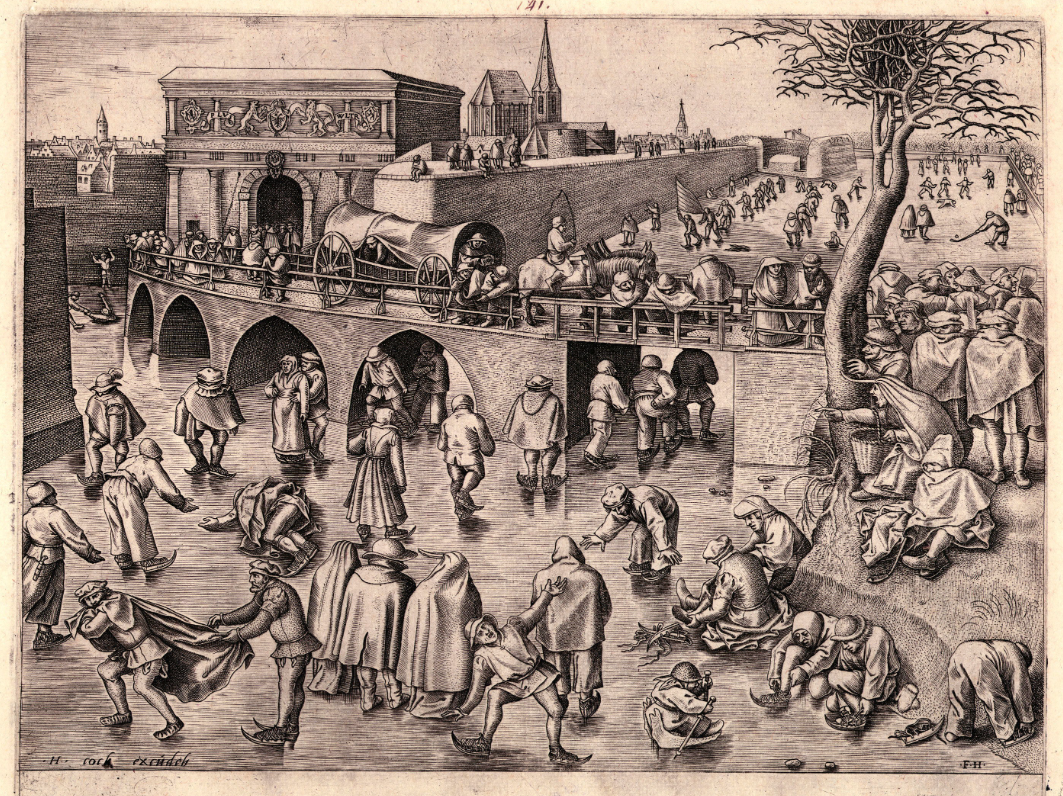
IJspret aan de vesten bij de Keizerspoort

De Spaanse omwalling vormde het decor voor tal van gebeurtenissen, variërend van vorstelijke Blijde Intredes tot schaatspartijen op de bevroren vesten.

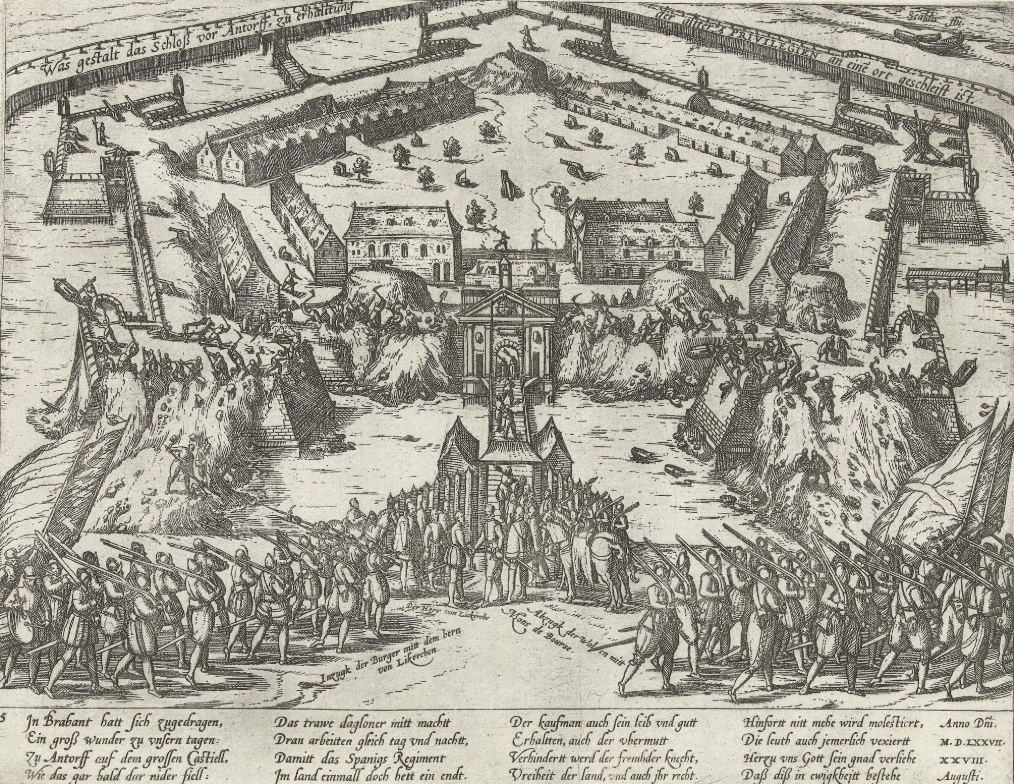
Nadat de Spaanse soldaten vertrokken waren, hielpen de Antwerpenaren bij de afbraak van de bastions

Militaire conflicten speelden echter een grotere rol. De Spaanse Furie ontstond door geldproblemen van koning Filips II, die zijn troepen niet meer kon uitbetalen. Spaanse soldaten in de citadel, samen met muitende regimenten uit Lier, Aalst, Breda en Maastricht, plunderden, moordden en brandden Antwerpen in 1576. Na hun vertrek besloot het stadsbestuur daarop de citadel te ontmantelen. De op de stad gerichte noorderbastions werden gesloopt, terwijl de bastions aan de buitenzijde als deel van de omwalling bleven.

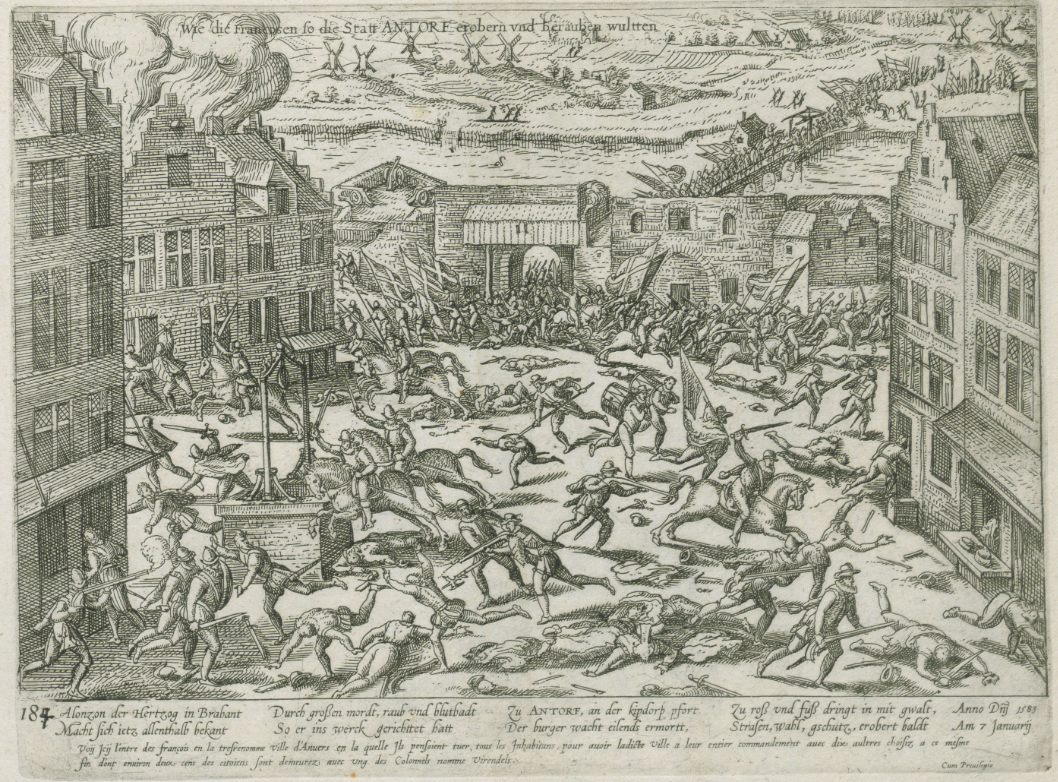
De Kipdorppoort als toneel van de Franse furie

Zeven jaar later bewees de omwalling haar waarde tijdens de Franse Furie toen de hertog Frans van Anjou in een vergeefse poging de stad via de Kipdorppoort wilde veroveren, in opdracht van Willem van Oranje: Anjou, die een jaar eerder nog als landsheer was ingehaald (ter gelegenheid waarvan een ereboog was gebouwd ter plaatse van de voormalige Sint-Janspoort in het zuidelijke deel van de stad), probeerde met een list de stad in te nemen. Vanuit de Sint-Michielsabdij liet hij de Kipdorppoort openen, waarna zijn troepen de stad binnenstormden. De Antwerpse burgers boden hevig verzet en dreven de Fransen terug. Het werd een smadelijke nederlaag voor de Fransen, en ter gelegenheid hiervan kreeg de Kipdorppoort de inscriptie "S.P.Q.A." (Aan de Senaat en het volk van Antwerpen).
Eerst de Fransen en na 1815 de Nederlanders, investeren in de verdere uitbreiding van de omwalling, waarbij ook de bastions gemoderniseerd werden: de open geschutsopstellingen werden overdekt en bomvrij gemaakt.

### 19e eeuw: Sloop

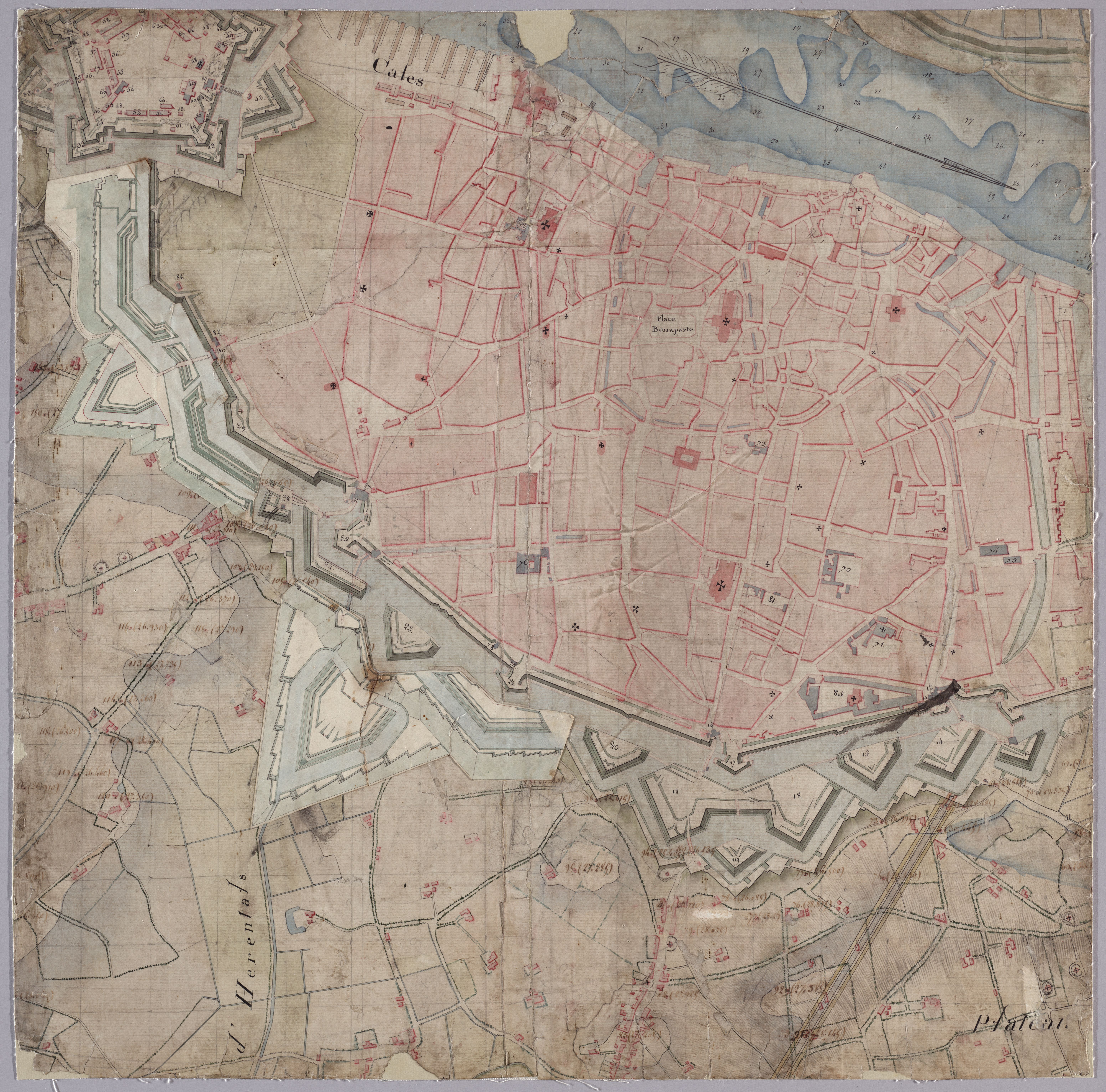
De Spaanse omwalling, 19e eeuw

Halverwege de 19de eeuw kreeg Antwerpen een veel bredere ring van forten en stadsmuren: de Brialmontomwalling. De Spaanse omwalling had geen functie meer, en in 1860 werd besloten deze te slopen. Onder de grond bleef veel bewaard, maar bovengronds werd op de resten een nieuwe stadsboulevard aangelegd: de Leien. Het enige bewaard gebleven bovengrondse restant is het Stadspark, aangelegd op het voormalige lunet Herentals.

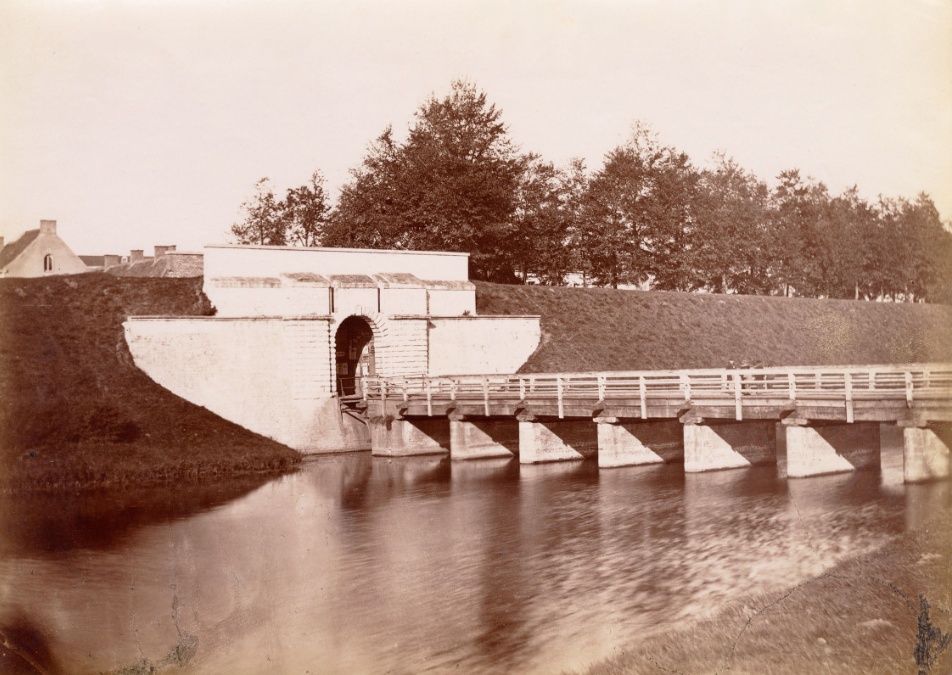
Nieuwe Begijnenpoort voor de sloop in de jaren 1860
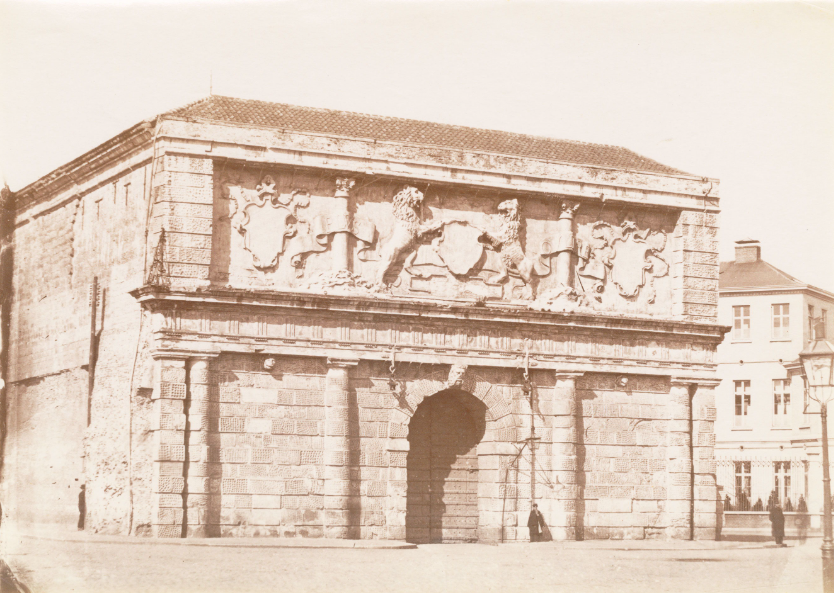
Keizerspoort voor de sloop in de jaren 1860
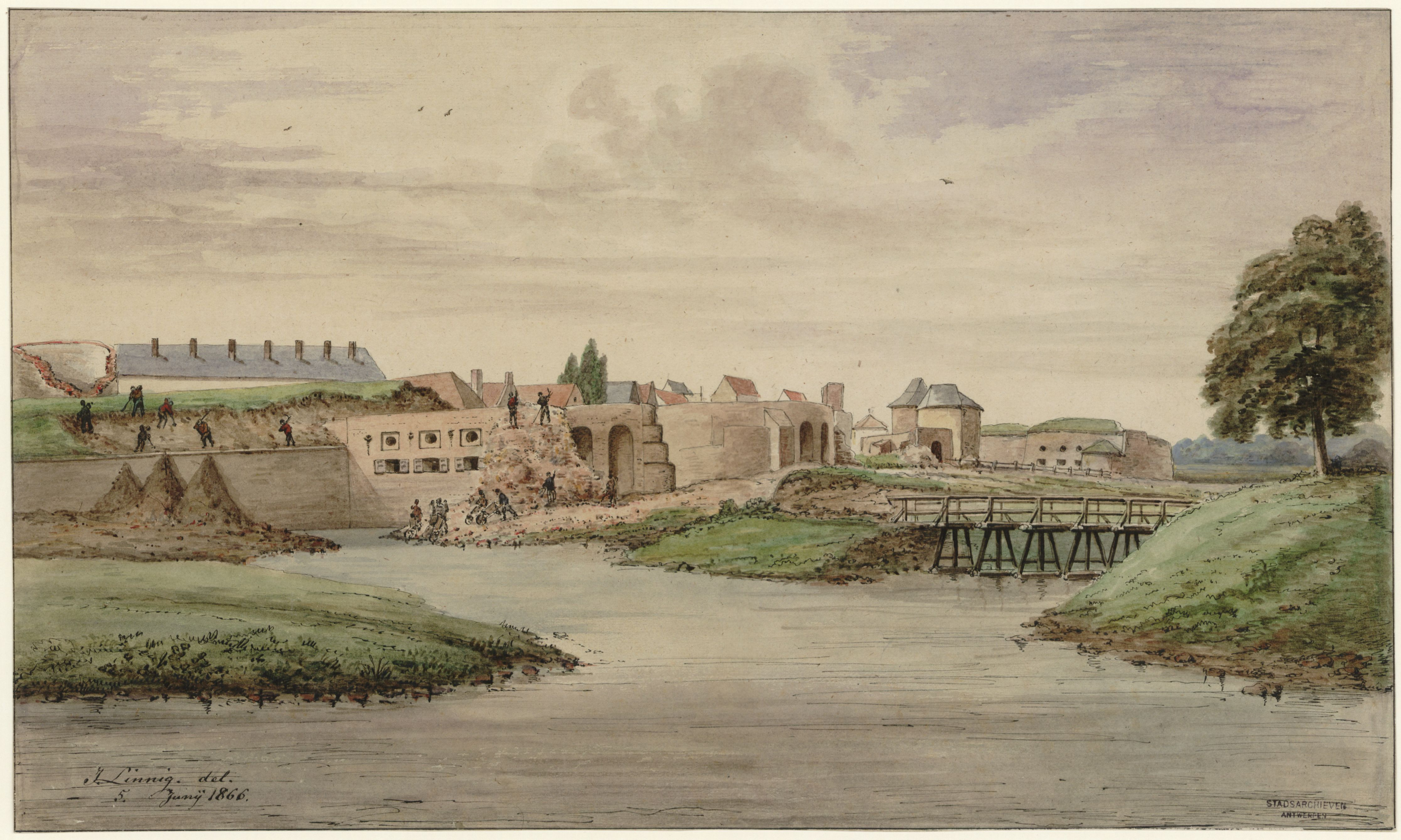
Afbraak Spaanse omwalling van kruittoren tot aan Kipdorppoort (1866)
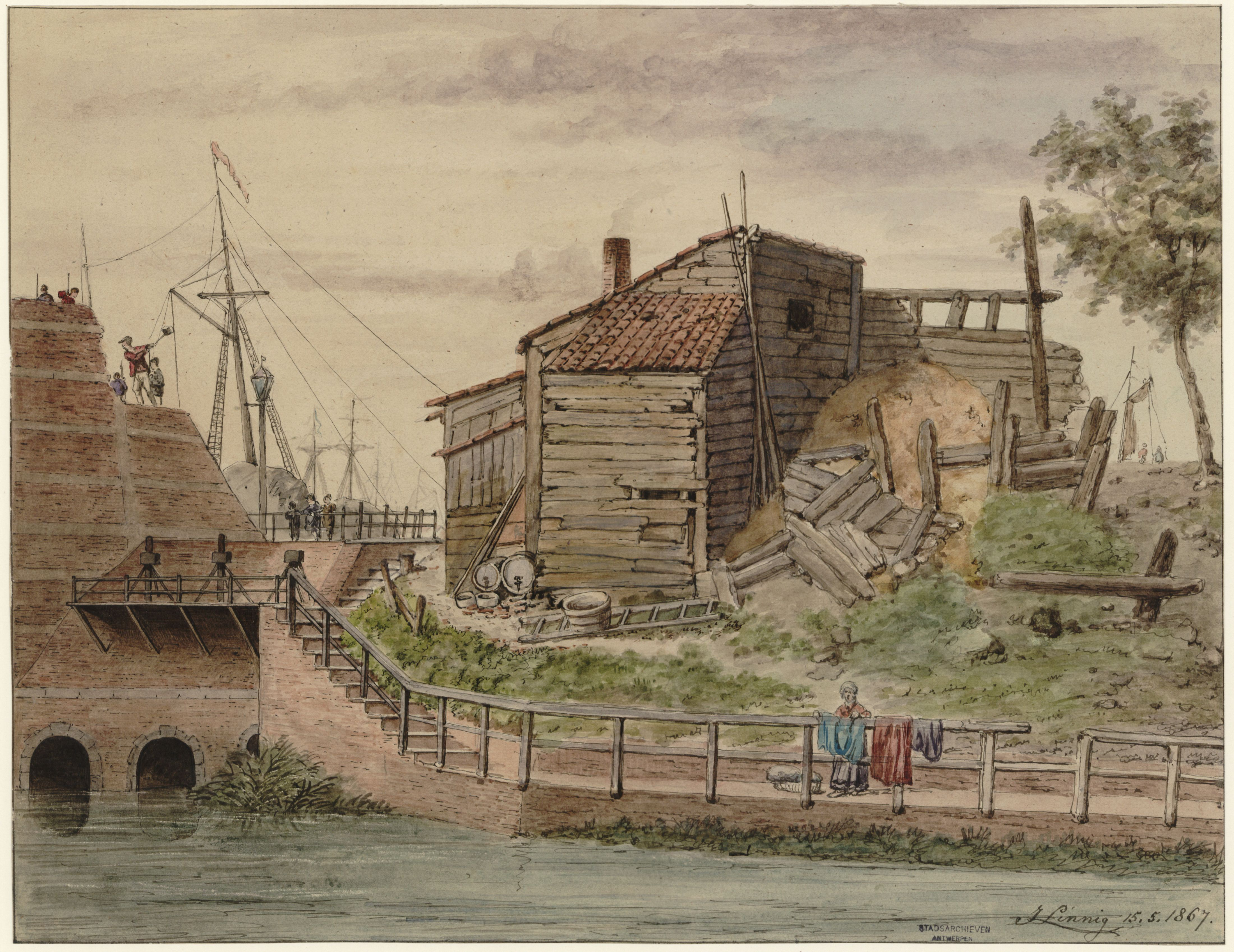
Afbraak Spaanse omwalling aan Slijkpoort (1867)

## Archeologisch onderzoek
In 2002 begon de heraanleg van de Zuiderleien in Antwerpen, waardoor restanten van de Spaanse omwalling na 140 jaar weer zichtbaar werden. Archeologen ontdekten de Keizerspoort op de Leopoldplaats en delen van de citadel aan de Amerikalei. Na de zuidelijke Leien volgden vanaf 2016 ook de noordelijke Leien. Op tien locaties werden overblijfselen van de Spaanse omwalling blootgelegd, met als belangrijkste vindplaatsen het Keizersbastion, de Kipdorpsite en de citadel.
Keizerspoort en Keizersbastion
De Keizerspoort (oorspronkelijke naam Sint-Jorispoort), genoemd naar keizer Karel, was in de 16e eeuw de ceremoniële toegang tot de stad. Restanten van de poort werden gevonden tijdens opgravingen op de Leopoldplaats. In 2003 werd ook het gelijknamige bastion blootgelegd in de middenberm van de Frankrijklei. Om het bastion zichtbaar te maken, werd het geïnjecteerd met kunsthars, in 200 blokken van 3 ton gezaagd en verplaatst naar een parkeergarage onder de Nationale Bank, waar het opnieuw werd opgebouwd.
Kipdorpsite

Kipdorpbrug

In 2017 werd op de Kipdorpsite de 90 meter lange en 7 meter brede Kipdorpbrug blootgelegd. De pijlers van de brug waren afgewerkt met diverse steensoorten, waaronder 19e-eeuwse "speklagen" van bak- en natuursteen. Daarnaast werden de flanken, kazematten en schietgaten van het Kipdorpbastion blootgelegd, evenals de poterne, een ondergrondse toegang tot de kazemat. Op dezelfde locatie werd een 10 meter hoge stadsmuur ontdekt, waarvan 5,5 meter goed bewaard was gebleven. De Kipdorpbrug werd deels geïntegreerd in het straatbeeld en in nieuwe tunnels.
Citadel
De citadel van Alva, ooit gelegen op de plek waar anno 2022 de wijk Het Zuid ligt, kwam in 2016 opnieuw aan het licht tijdens werkzaamheden aan de tuin van het KMSKA. Archeologen onderzochten de 16e-eeuwse hoofdmuur en delen van bastion Hernandez. Ze legden binnen- en buitenmuren, kamers, doorgangen en een mogelijke ingang van de kazemat bloot, waarmee het grondplan van het bastion grotendeels zichtbaar werd.